# Pingo de Fortaleza
João Wanderley Roberto Militão, conhecido como Pingo de Fortaleza é um cantor, compositor, poeta, pesquisador e músico brasileiro, natural de Fortaleza. O apelido Pingo acompanha-o desde a infância, pelo fato do artista ter nascido prematuramente (pingo de gente).  O complemento "de Fortaleza" apareceu pela primeira vez no cartaz da 3ª Missa dos Mártires de Canudos, em 1986, evento ao qual o artista foi convidado a participar.
Iniciou sua carreira cantando nas manifestações do movimento secundarista e universitário do Ceará, no início da década de 80. Trabalhou também, neste período, com teatro de bonecos e, durante algum tempo, foi professor de Educação Artística de 1º e 2º graus.
Ainda em 1986, fez a direção musical e trilha sonora da peça "O Conselheiro e Canudos", dirigida por B. de Paiva, com o ator José Dumont no papel principal. Esta peça excursionou por várias capitais brasileiras, e Pingo de Fortaleza participou das temporadas executando a trilha sonora ao vivo.
Em 1988, com arranjos e acompanhamento do grupo baiano Bendegó, gravou o LP Lendas e Contendas, trabalho inspirado no imaginário popular do Nordeste. Neste disco recitou várias lendas da região, como o Mourão, que fala da moça que virou cobra porque assumiu um amor proibido e a do Guajara da Mata, uma assombração presente numa região do Ceará. Aborda também a Sedição de Juazeiro 1914 e a questão indígena cearense. Assim como o LP anterior, Lendas e Contendas traz um belíssimo encarte com ilustrações e textos.
Em 1991, Pingo realizou um trabalho de projeção estética do maracatu cearense, e lançou o LP Maculelê-Loas Catu Ibyá. A música tema do disco reproduz de forma fiel a pulsação e o acompanhamento de rua desta manifestação do carnaval do Ceará, e aborda Palmares em analogia com a realidade atual do Brasil.
Após o lançamento de Maculelê, Pingo realizou um trabalho de assessoria cultural no município de Icapuí (220 km de Fortaleza), cidade que se destaca internacionalmente por sua política nas áreas de saúde e educação, tendo inclusive, ganho o prêmio Criança e Paz, da UNICEF. Lá, Pingo fez um mapeamento cultural do município e elaborou, em conjunto com a comunidade, um plano de ação cultural. Como fruto deste trabalho, Pingo produziu e dirigiu o LP Icapuí por Todos os Cantos, com os compositores desta cidade, na sua grande maioria, pescadores.
No mês de maio de 1997 Pingo de Fortaleza partiu para uma nova turnê internacional, com início na cidade alemã de Colonia, onde fez um show exclusivo no Seminário Internacional 100 Anos de Canudos, produzido pelo centro Lusófono, agregado à Universidade de Colônia e depois seguiu por outros países da Europa.

## Discografia
- Centauros e Canudos - 1986
- Lendas e Contendas - 1988
- Maculelê-Loas Catu Ibyá - 1991
- Pingo de Fortaleza ao vivo - 1993
- Cantares - 1996
- Pingo de Fortaleza. Instrumental (1999) CD
- Lógica (1999) CD
- Cancioneiro de Canudos - CD 2001
- Solo Feminino CD (2002)
- Mágico Entre Nós com José Mapurunga (2002)
- Cantigas do Divino Nascimento com José Mapurunga (2003)
- Zoeira (2004)
- 21 Anos (2004)
- O Gato malhado e a Andorinha Sinhá com José Mapurunga - CD replicação inédita (2005)
- Solo Feminino 2 (2006)
- Maracatuará (2007)
- Prata 950 (2009).
- Ressonância Instrumental (2010)